# Wygnanka Górna
Wygnanka Górna (ukr. Горішня Вигнанка, Horisznia Wyhnanka) – wieś na Ukrainie, w  rejonie czortkowskim obwodu tarnopolskiego, w hromadzie Czortków. W 2014 roku liczyła 1008 mieszkańców.
W II Rzeczypospolitej należała do powiatu czortkowskiego w województwie tarnopolskim. Liczyła tylko kilkanaście gospodarstw. W 1941 r. nacjonaliści ukraińscy dokonali tutaj licznych aresztowań Polaków, których los nie jest znany.
Od wschodu graniczy z Wygnanką (Dolną), włączoną 1 kwietnia 1930 do miasta Czortkowa.